# جين سانت ليون
جين سانت ليون (بالإنجليزية: Gene St. Leon)‏ هو فارس أمريكي، ولد في عقد 1950.